# Гофманзег, Иоганн Центурий фон
Иоганн Центурий фон Гофманзег (нем. Johann Centurius von Hoffmannsegg; 23 августа 1766, Рамменау — 13 декабря 1849, Дрезден) — немецкий ботаник, энтомолог и орнитолог.

## Биография
Иоганн Центурий фон Гофманзег был сыном саксонского тайного советника Иоганна Альбериция Гофмана, который в 1778 году получил титул рейхсграфа Гофманзега. Он изучал в Лейпциге и Гёттингене историю, географию, естественные науки и новые языки. В течение этого времени он всё больше увлекался ботаникой и энтомологией, и он решил стать исследователем.
Сначала, однако, он наследовал от своих рано умерших родителей в 1788 году родительские дома в Дрездене и отцовскую вотчину замок Рамменау, управление которым он принял прежде всего. В 1794 году он продал его своему деверю[уточнить] Фридриху фон Кляйсту.
Свою первую большую поездку он предпринял в 1793—1794 гг. в Венгрию, Австрию и Италию. Затем он сконцентрировался, прежде всего, на Португалии, которую он посетил на корабле в 1795—1796 гг. вместе с жителем Лейпцига Вильгельмом фон Тиленау. Но более длинное и интенсивное исследовательское путешествие он предпринял с 1797 по 1801 годы совместно с Генрихом Фридрихом Линком. Во время путешествия по Франции, Испании и Португалии они собрали, к примеру, более 2100 видов растений. Обоими была издана «Flore Portugaise», обзор флоры Португалии с более чем 100 цветными медными пластинами.

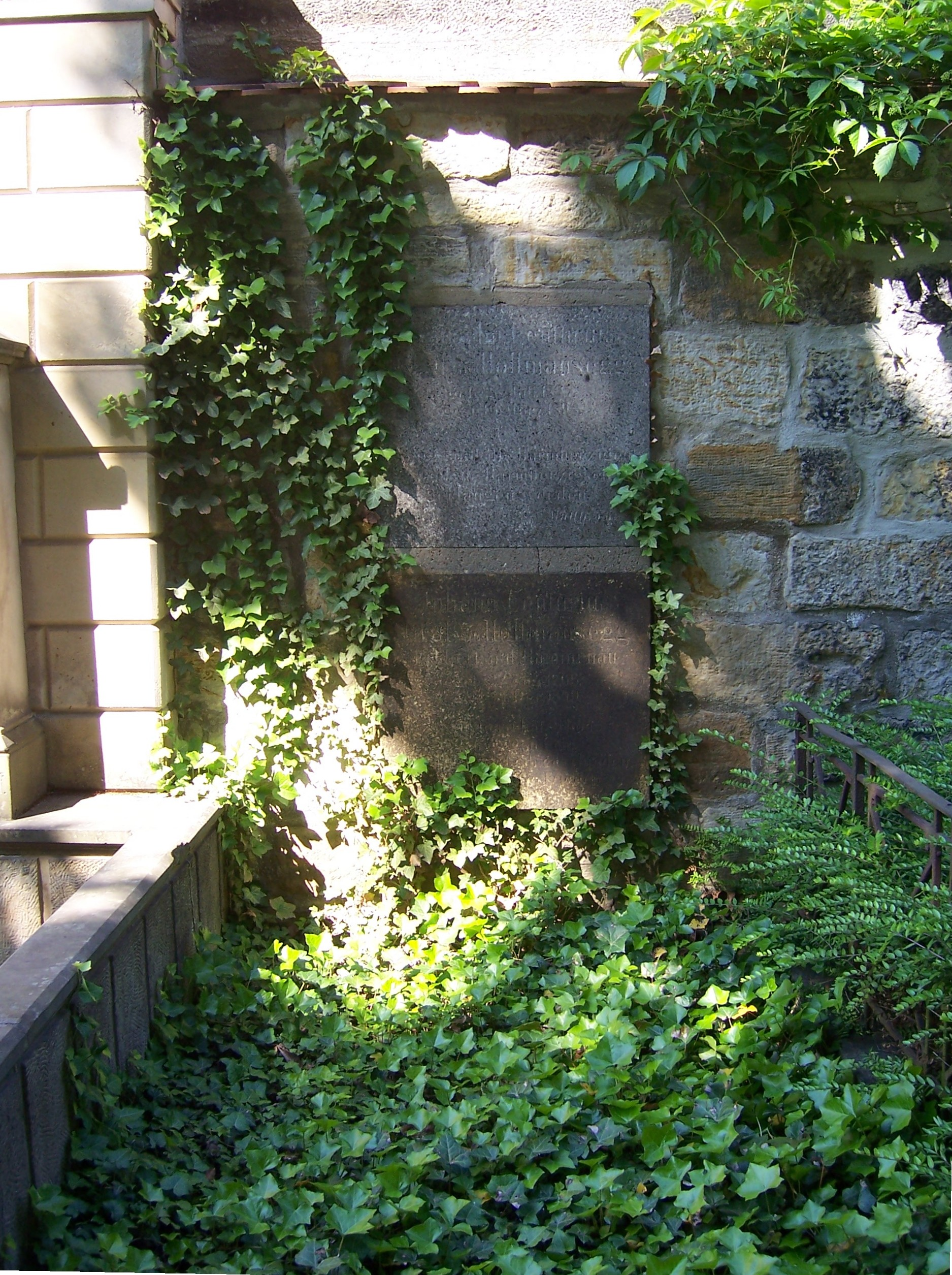
Могила Гофманзега на старом католическом кладбище

Его большая коллекция насекомых позволила систематизировать их в Брауншвейге Иоганну Иллигеру (1775—1813). Так появилась самая большая коллекция с более чем 16 000 экземпляров.
С 1804 по 1816 годы Гофманзег работал в Берлине и был избран там в 1815 году членом Прусской академии наук. В 1809 году он основал Зоологический музей в Берлине и предложил своему другу Иллигеру должность куратора. Впоследствии все коллекции Гофманзега были перевезены в Берлин.
В 1820 году он выкупил имение Рамменау, чтобы провести свою старость здесь и в Дрездене. Теперь он посвятил себя садоводству и растениеводству. В 59 лет он сочетался браком с 19-летней Фанни Луизой Иоганной фон Варнерю. У них появился сын Конрадин (1827—1898). Иоганн Центурий фон Гофманзег умер в 1849 году в Дрездене и нашёл своё последнее место отдыха на тамошнем старом католическом кладбище. Могила примыкает справа к могиле Карла Марии фон Вебера.

## Почести
В честь Гофманзега немецкий ботаник Иоганн Линк назвал род растений Hoffmannseggia семейства бобовых (Fabaceae).